# Transair

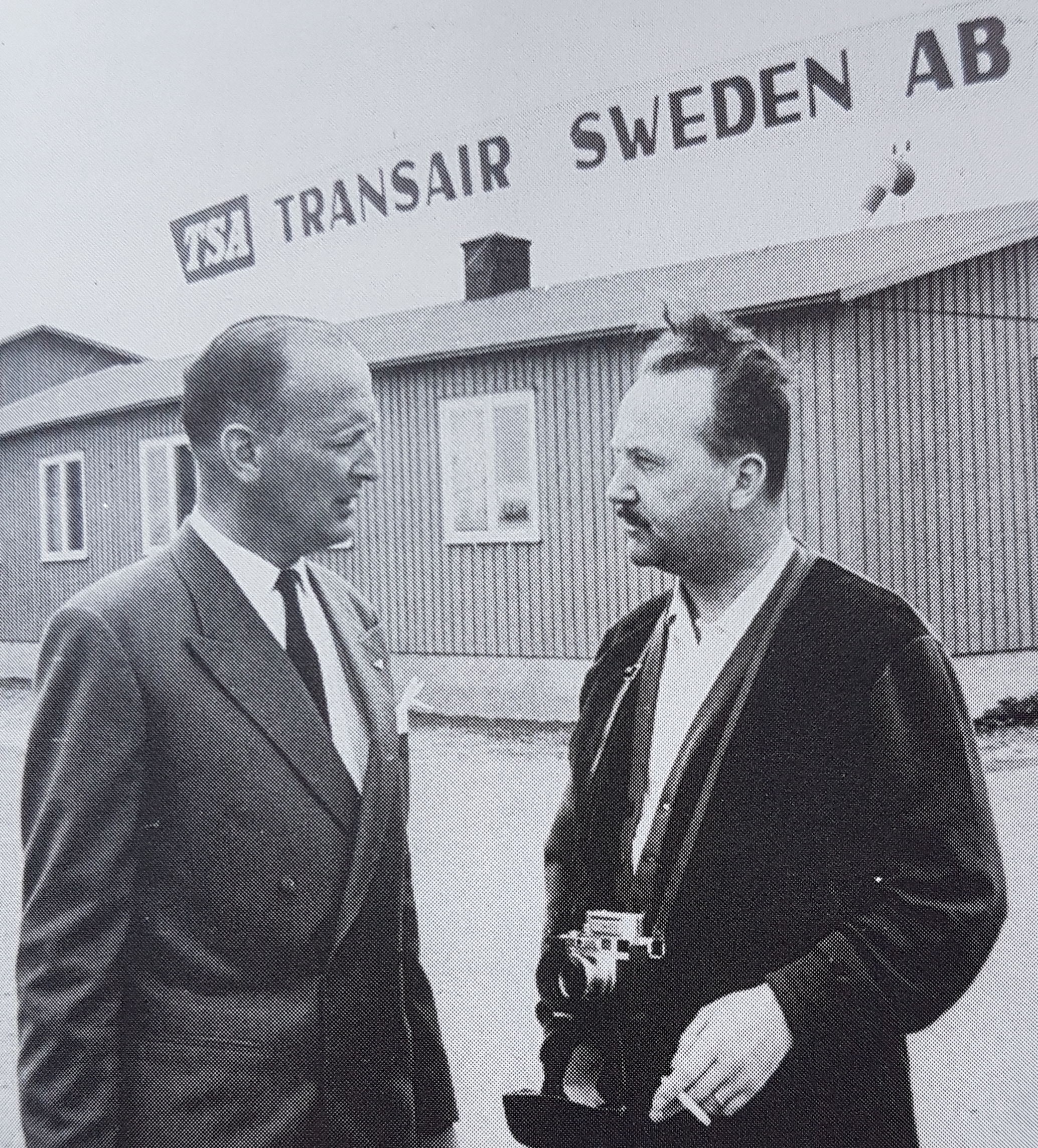
Transairs grundare Per Lovén och flygchefen Claes Smith.

Transair Sweden AB var en pionjär inom svensk flygcharter. Företaget grundades i Stockholm 1951 av Per Lovén med transport av tidningar som huvuduppgift. År 1953 fick företaget upp ögonen för de växande turistströmmarna och DC-3-plan inköptes för direktcharter. Åren 1953-1964 använde bolaget nio DC-3:or. 
Transair Sweden hade sitt huvudkontor i Stockholm (1951-1961) och Malmö (1961-1981). 
Fram till 1966 var Transair det ledande charterbolaget i Sverige. På hösten detta år meddelade Vingresor att det tänkte övergå till att anlita Scanair för flygcharter. Detta ledde till att Transair sökte samarbete med SAS. År 1967 skrevs ett avtal med SAS om att nyttja Transairs flotta under 14 år, men detta bröts dock redan 1974 av SAS vilket innebar SAS behövde betala 20 miljoner i skadestånd. Kontraktet med Transair upphörde att gälla den 1 oktober 1975. SAS beslöt att den runda solen på Transairs plan skulle överfördes till Scanair och att all verksamhet med Transair skulle upphöra senast 1981. Den 6 september 1981 gick den sista flygningen med Transair (med en Boeing 737 Rhodos-Malmö tur och retur).
FN:s dåvarande generalsekreterare Dag Hammarskjöld flög den 18 september 1961 med en av Transair chartrad DC6:a från Leopoldville i dåvarande Kongo-Léopoldville till Ndola i dåvarande Nordrhodesia. 
Flygplanet kraschade under inte helt klarlagda omständigheter, varvid samtliga ombord omkom.

## Transair 2002–2003
Ett andra bolag Transair Sweden AB startade flygtrafik den 1 juni 2002 för Goodjet men efter att Goodjet gick i konkurs gick bolaget i konkurs den 15 januari 2003.

## Flotta

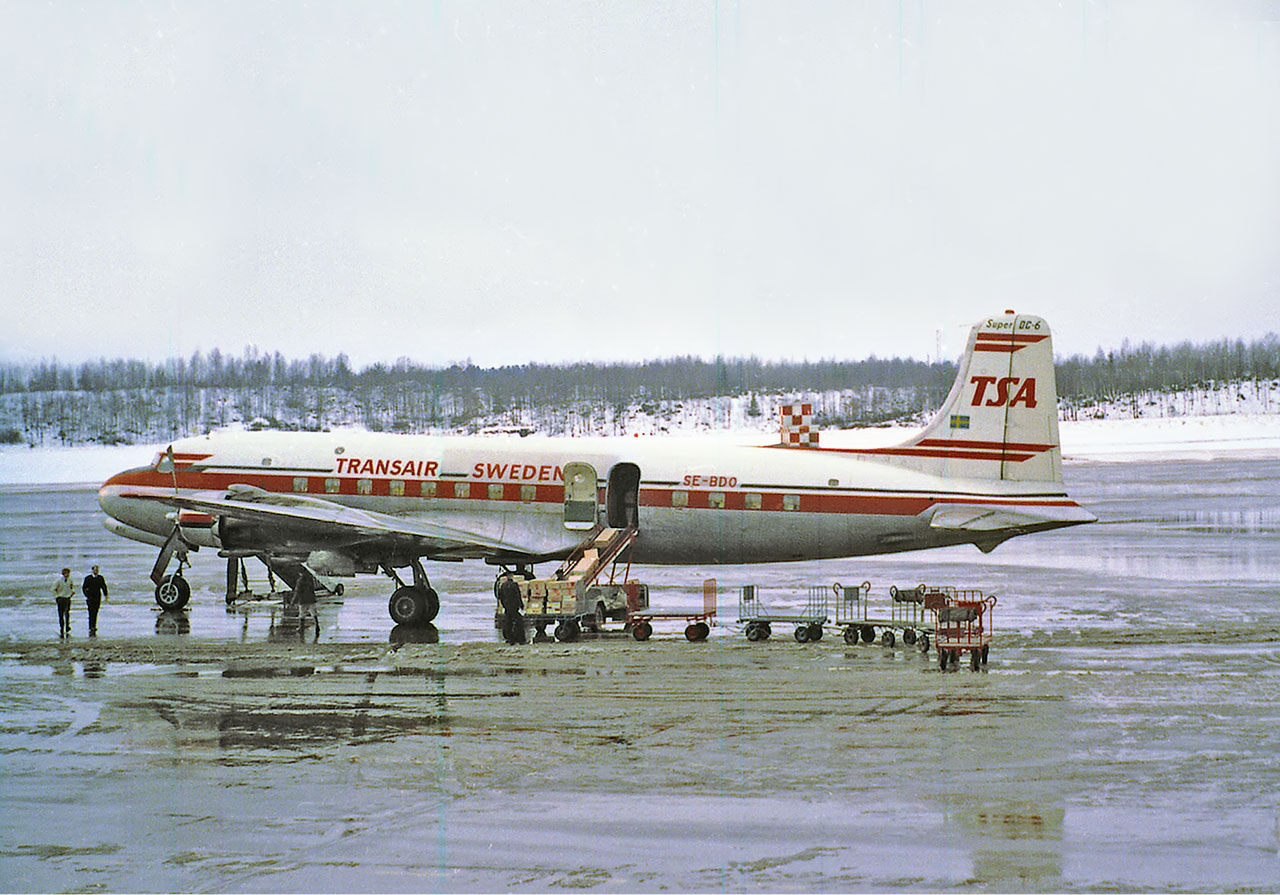
Transair DC-6 SE-BDO, mars 1965.

- Airspeed Oxford (1951-1959)
- Boeing 727-100 (1967-1981)
- Curtiss C-46 Commando (1957-1967)
- Douglas DC-3 (1953-1964)
- Douglas DC-6 (1960-1968)
- Douglas DC-6B (1961-1965)
- Douglas DC-7B (1965-1970)